# Edmund Michold
Joseph Maria Edmund Michold (* 1818 in Köln; † 18. September 1847 in Krefeld) war ein deutscher Genre- und Porträtmaler der Düsseldorfer Schule.

## Leben

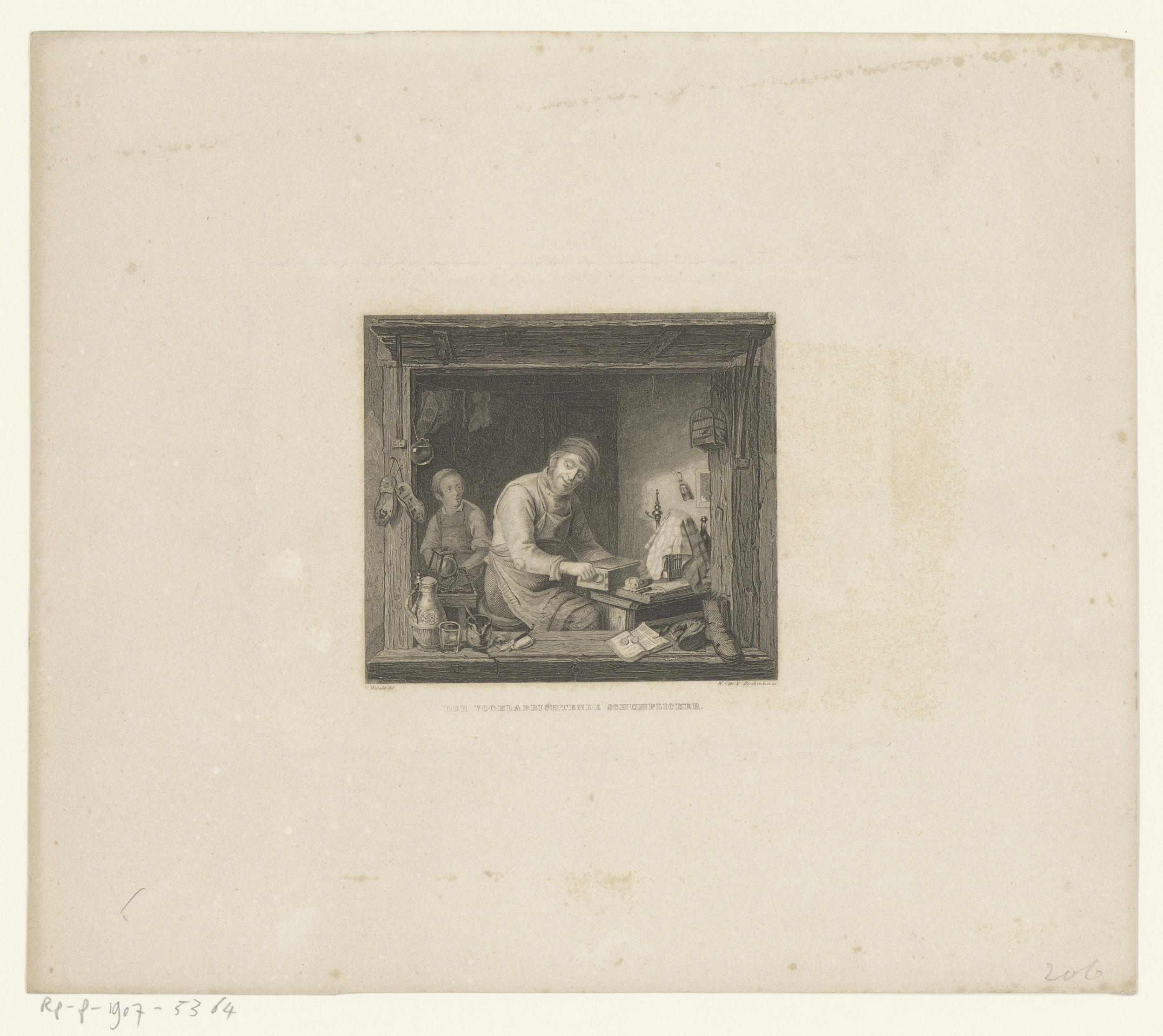
Der vogelabrichtende Schuhflicker, Stich nach dem Genrebild von Michold

Michold war der Sohn des Handlungsreisenden Johann Philipp Michold und dessen Ehefrau Kunigunde geb. Kolb. Anfänglich zum Kaufmann bestimmt, besuchte Edmund Michold von 1838 bis 1840 die Kunstakademie Düsseldorf, zunächst die Elementarklasse (die er krankheitsbedingt im 3. Quartal verließ) sowie die Architekturklasse von Rudolf Wiegmann, dann die Gips- und Malklasse unter Karl Ferdinand Sohn, schließlich die 2. Malklasse von Theodor Hildebrandt. 1841 ging er nach München, wo er Schüler im Atelier von Ferdinand von Lütgendorff-Leinburg sowie Mitglied im Kunstverein war, sich als Genremaler profilierte und nach Vorbildern der niederländischen Malerei arbeitete. Als Pendants schuf er die Genremotive Der musikalische Schuster und Der vogelabrichtende Schuhflicker. Michold bereiste Tirol (1843), Wien, Prag, Dresden und Berlin. Später kehrte er ins Rheinland zurück. Dort soll er abwechselnd in Köln und Düsseldorf gelebt haben. In Ausstellungen des Kölnischen Kunstvereins war er in den Jahren 1845 und 1847 vertreten.
Michold starb bereits 1847 im Alter von 28 Jahren.